# Daniel Neumann (Funktionär)

Daniel Neumann 2023

Daniel Neumann (* 25. Dezember 1973 in Jugenheim) ist ein deutscher Rechtsanwalt, Autor und seit 2023 Vorsitzender des Landesverbandes der Jüdischen Gemeinden in Hessen.

## Leben
Daniel Neumann studierte nach seinem Abitur von 1993 bis 1998 Rechtswissenschaften an der Universität Mainz und arbeitete nach seinem Rechtsreferendariat vom Jahr 2000 bis 2003 als Wertpapiermanager und Börsenhändler, seit 2004 als Rechtsanwalt in Frankfurt am Main.
Seit 2003 ist er im Landesverband der Jüdischen Gemeinden in Hessen tätig, seit 2006 ist er Direktor des Verbandes. Im Dezember 2023 wurde er zum Vorsitzenden des Verbandes gewählt.
Neben dieser Tätigkeit war Neumann von 2008 bis 2022 Richter des Schiedsgerichts beim Zentralrat der Juden in Deutschland. 2008 wurde Neumann ehrenamtlicher Geschäftsführer der Jüdischen Gemeinde Darmstadt und 2017 zum Vorsitzenden gewählt. Im Jahr 2018 rief er die Jüdischen Kulturwochen Darmstadt ins Leben, die seither von der Jüdischen Gemeinde und der Stadt Darmstadt ausgerichtet werden.
Von 2013 bis 2024 war er Mitglied des Rundfunkrates des Hessischen Rundfunks, wo er ab 2017 als Vorsitzender des Programmausschuss Hörfunk und ab 2021 als Vorsitzender des hr-Programmausschuss Fernsehen fungierte.
Seit 2020 ist Neumann außerdem Vorsitzender des Hessischen Forums für Religion und Gesellschaft.
Ebenfalls seit Anfang 2020 fungiert er als Vorstandsmitglied der Liga der freien Wohlfahrtspflege Hessen e. V.
Im November 2022 wurde Neumann ins Präsidium des Zentralrats der Juden in Deutschland gewählt.
Seit Juli 2024 sitzt er im Aufsichtsrat der hr-Werbung.
Neumann unterstützt als Mitglied die Initiativen Prominent gegen Rassismus und Engagiert gegen Rassismus und er ist in der Leitungsgruppe des Projektes Schulter an Schulter" (SAS) der Stiftung gegen Rassismus aktiv.
Er ist in verschiedenen interreligiösen Foren auf kommunaler wie auf Landesebene engagiert.
Seit 2010 hält er Ansprachen in der Sendung „Jüdische Welt“, die an jedem ersten Freitag im Monat auf hr2-kultur ausgestrahlt werden. Diese sind auch als monatlicher Podcast verfügbar.
Er ist außerdem für die Jüdische Allgemeine und für das Magazin des Bundes traditioneller Juden in Deutschland als Autor tätig.
Seit 2020 werden seine Ansprachen zur wöchentlichen Tora-Lesung auf dem YouTube-Kanal und der Facebook-Seite der Jüdischen Gemeinde Darmstadt veröffentlicht.
Sein Vater Moritz Neumann war bis zu seinem Tod im Jahr 2016 ebenfalls Vorsitzender der Jüdischen Gemeinde Darmstadt und Vorsitzender des Landesverbandes der Jüdischen Gemeinden in Hessen (LVJGH).
Neumann ist verheiratet und hat vier Kinder.

## Haltung
Neumann sprach im Rahmen der Internationalen Wochen gegen Rassismus als erster jüdischer Vertreter überhaupt anlässlich des Freitagsgebetes in einer Moschee in Raunheim und plädierte für ein gemeinsames Miteinander „Unabhängig von Religion, Herkunft oder Hautfarbe“. Gleichzeitig verurteilte er den „Antisemitismus in der islamischen Gemeinschaft“ und rief zu dessen Bekämpfung auf.
In einem offenen Brief an Patrick Burghardt, Oberbürgermeister der Stadt Rüsselsheim, protestierte der LVJGH gegen ein Konzert von Kollegah auf dem Hessentag, da dessen Texte homophobe, sexistische sowie antisemitische Passagen enthielten und er damit antijüdische Klischees bediene. Es kam am selben Tag zu einem Telefonat zwischen Neumann und Kollegah; später zu einem offenen Brief des Rappers auf Facebook. Neumann habe am Telefon damals versucht, dem Rapper klarzumachen, dass es völlig irrelevant sei, ob er Antisemit sei oder nicht, sondern dass es darauf ankomme, was er tue. Wenn die Texte, die der Rapper verbreite, antisemitische Inhalte hätten, sei es ihm „völlig egal, was Kollegah in seinem Kopf mit sich herumträgt“. Neumann ist der Meinung: „Es muss Grenzen geben.“ Diese seien dort, wo Texte das Potential hätten, andere gegen Minderheiten aufzustacheln. Später kritisierte er die Echo-Preisverleihung an Kollegah und Farid Bang daher heftig.
Angesichts ihrer Kritik am israelischen Vorgehen während des Krieges in Israel und Gaza attestierte er der UN-Sonderberichterstatterin für die besetzten Gebiete Palästinas Francesca Albanese, sie sei keine ausgewogene, faire und objektive Fachfrau, sondern eine flammende Judenhasserin. Auch die deutsche Außenministerin Annalena Baerbock kritisierte er wiederholt für ihre Positionierung gegenüber Israel in dessen "Verteidigungskrieg" nach dem Massaker der Hamas vom 7. Oktober 2023. Wegen eines antisemitischen, antizionistischen Beitrags, den die Bundestagsvizepräsidenten, Aydan Özoguz, in ihrer Instagram-Story verbreitet hat, forderte er in der „Jüdischen Allgemeine“ ihren Rücktritt, da sie sich damit für das hohe Amt als untauglich erwiesen habe. In diesem Zusammenhang bezeichnete sich Neumann selbst als Zionisten, der sich dem Selbstverständnis und den Idealen des Zionismus aus tiefer Überzeugung und von ganzem Herzen verschrieben habe. In Interviews, Meinungsbeiträgen, Essays und Reden positioniert er sich immer wieder klar gegen Rechtsextremismus, gegen Antisemitismus, für eine starke wehrhafte liberale Demokratie, für ein selbstbewusstes jüdisches Leben in Deutschland und für Israel.